# Auditoria de qualidade

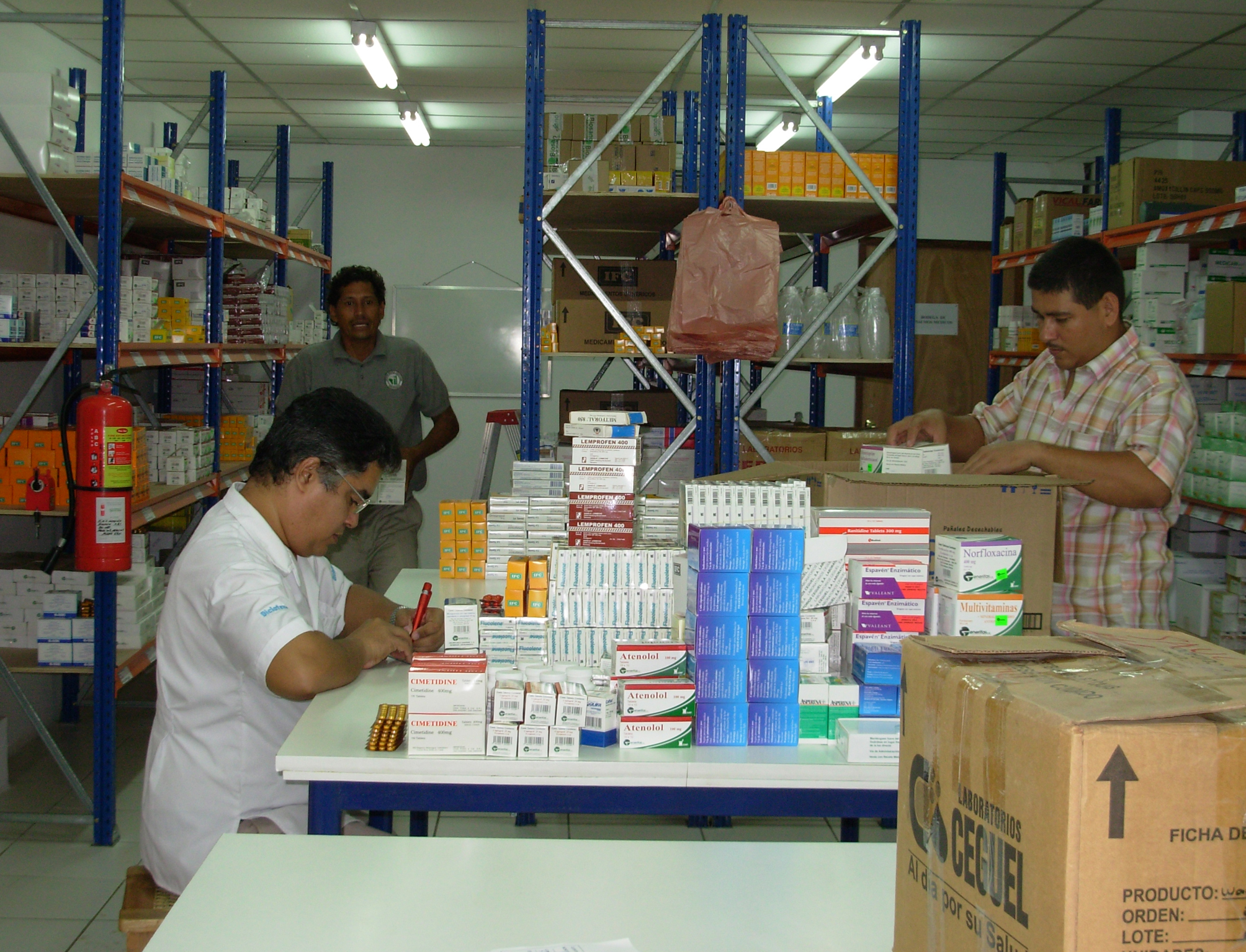
A imagem retrata indivíduos engajados na auditoria de qualidade de produtos.

A auditoria de qualidade é um instrumento gerencial utilizado para avaliar as ações da qualidade previstas num sistema de qualidade. É um processo construtivo e de auxílio à prevenção de problemas. As origens do conceito remontam às normas técnicas do Departamento de Defesa estadunidense, que por meio de seus diferentes órgãos subordinados exigiam de seus fornecedores o cumprimento de várias exigências contratuais técnicas pelos respectivos supervisores e engenheiros. 
Tais normas geraram outras dos próprios fabricantes e se desenvolveram em sofisticadas auditorias internas e externas de qualidade e depois influenciaram normas internacionais. 

## Padronizações via ISO
Em 1986 a International Organization for Standardization - ISO publicou a ISO-8402-1986 (Quality Vocabulary), que definiu a auditoria de qualidade da seguinte forma:
«Auditoria de qualidade: um exame sistemático e independente para determinar se as atividades da qualidade e respectivos resultados cumprem as providências planejadas e se essas providências são implementadas de maneira eficaz, e se são adequadas para atingir os objetivos.»
As padronizações dos sistemas de qualidade internacionais gerariam ainda as normas ISO:9001, em 1987, desdobradas em três normas em 1987, consolidadas em 1996 (ISO 14001:1996). Em 2007 foi publicada a revisão da ISO 19011:2002, e em 2011 houve nova elaboração da ISO 19011, que não se restringiu apenas às auditoria de qualidade e ambiental. No Brasil a ABNT elaborou a ABNT NBR ISO 19011:2012 com base na norma internacional .

## Ótica dos fabricantes
Do ponto de vista dos fabricantes, a auditoria visa à certificação e à implementação da qualidade e, dependendo do ramo de atividade, visa à implementação e à certificação das boas práticas de fabricação (BPFs). Tal auditoria pode ser interna (realizada por funcionários qualificados da própria empresa) ou externa (realizada por empresas de consultorias ou órgãos como Vigilância Sanitária, os quais cumprem os requisitos da portaria vigente).
São avaliados durante uma auditoria as normas e os procedimentos, os quais devem estar certificados legalmente. A partir daí, é realizada uma inspeção que deverá se certificar do real cumprimento dos procedimentos e normas.

## Regularização no Mercado Internacional
No mercado internacional, além de o fabricante apresentar a conformidade com os requisitos regulatórios no país de origem, deverá também apresentar conformidade com as normas específicas de cada país onde se pretende comercializar. Como exemplo, temos a ISO 13485:2003: Medical devices–Quality management systems–Requirements for regulatory purposes.
A ISO 13485:2003 é uma norma internacional que possibilita às organizações a implementação de um sistema de gestão de qualidade direcionado à indústria de dispositivos médicos (produtos para saúde), através do estabelecimento de uma política de qualidade, controles e gerenciamento de riscos.